# Amaro 18 Isolabella
L'Amaro 18 Isolabella è un amaro ideato nel 1871 da Egidio Isolabella e prodotto in Italia dall'Illva di Saronno.

## Storia
Fu ideato (un anno dopo rispetto al Mandarinetto, composto nel 1870) dalla ditta fondata da Egidio Isolabella, divenuta poi F.lli Isolabella & C. e infine  E.Isolabella & Figlio, con sede in Milano in via Villoresi 13 ed in Corso Colombo 9. Veniva definito "aperitivo tonico" (e il mandarinetto "superiore al curacao" e "liquore di gran lusso"). Oltre a questi, la casa produceva anche il vermouth bianco "High Life". Successivamente il Mandarinetto e l'Amaro 18 furono acquisiti (assieme al nome "Isolabella" divenuto anche marchio) dalla Illva di Saronno.
Il numero 18 ricorre spesso nella storia Isolabella: la licenza ottenuta per la produzione di vermut era la numero 18, 18 è la prima parte di 1870, anno in cui la casa si affermò con il Mandarinetto, l'amaro 18 Isolabella è composto da 18 erbe. Un testimonial televisivo per Carosello dell'Amaro 18 Isolabella è stato Corrado.

## Caratteristiche
L'amaro si presenta di colore scuro e dal 1969 con gradazione alcolica del 30%, nelle precedenti produzioni la gradazione era  al 20,9%, ricavato dall'infusione di 18 tipi di erbe.

## Degustazione
Si può consumare sia come digestivo sia come dissetante con l'aggiunta di seltz ed una scorza di limone. È inoltre utilizzabile nella preparazione di cocktail quali il Baby darling.